# Jeux équestres mondiaux de 2018
Navigation
Édition précédente Édition suivante
Les Jeux équestres mondiaux de 2018 sont la 8e édition des jeux des sports équestres. En juillet 2016, à la suite du retrait de la ville organisatrice de Bromont (Québec, Canada), la fédération équestre internationale (FEI) recherche une ville hôte de remplacement. Le 3 novembre 2016, c'est finalement la ville de Tryon, aux États-Unis, qui est choisie.

## Organisation

### Première sélection de la ville hôte
Le 11 juin 2012, les villes de Bromont (Canada), Rabat (Maroc), Budapest (Hongrie), Vienne (Autriche) et Wellington (États-Unis) sont retenues par la FEI comme villes candidates. Au jour de la décision finale, toutes les villes candidates sauf Bromont se sont retirées.
Au terme de la sélection, le 2 juillet 2013, la fédération internationale annonce par communiqué que la ville canadienne n'est pas retenue en raison d'un montage financier jugé trop faible. Le processus de candidature est donc relancé.
Le 2 décembre 2013, les nouvelles villes candidates sont annoncées : Wellington (Floride), Lexington (Kentucky) et Bromont/Montréal (Canada). Par la suite, les villes candidates présentent au comité de sélection leur offre finale, en personne, au cours du mois de juin 2014. C'est l'occasion de vendre leur événement comme étant le meilleur pour recevoir les jeux. À la fin de cette réunion, la FEI annonce la ville hôte des jeux équestres mondiaux 2018 : Bromont sera l'hôte.

Logo utilisé durant la candidature de la ville de Bromont.
Logo officiel des jeux qui devaient se tenir à Bromont.

### Annulation des jeux à Bromont et seconde sélection de la ville hôte
Le 22 juillet 2016, la fédération équestre internationale annonce l'annulation des Jeux équestres mondiaux à Bromont en 2018 et recherche une solution alternative pour organiser cette édition. La raison principale de cet abandon étant le manque d'environ 40 millions de dollars pour un budget total de 95 millions.
La fédération internationale annonce le 3 novembre 2016 que c'est finalement la ville de Tryon aux États-Unis qui est choisie pour organiser les jeux du 10 au 23 septembre 2018.

## Compétition

### Calendrier
| Date                   | 11/09     | 12/09                              | 13/09             | 14/09              | 15/09         | 16/09         | 17/09 | 18/09                        | 19/09                       | 20/09                       | 21/09                     | 22/09                               | 23/09              |
| ---------------------- | --------- | ---------------------------------- | ----------------- | ------------------ | ------------- | ------------- | ----- | ---------------------------- | --------------------------- | --------------------------- | ------------------------- | ----------------------------------- | ------------------ |
| Cérémonies             | Ouverture |                                    |                   |                    |               |               |       |                              |                             |                             |                           |                                     | Clôture            |
| Concours Complet       |           |                                    | Dressage          | Dressage           | Cross         | CSO           |       |                              |                             |                             |                           |                                     |                    |
| Dressage               |           | Grand Prix jour 1                  | Grand Prix jour 2 | Grand Prix Spécial |               | Reprise libre |       |                              |                             |                             |                           |                                     |                    |
| Voltige                |           |                                    |                   |                    |               |               |       | Imposé individuel et équipes | Libre individuel et équipes | Libre individuel et équipes |                           | Finales libre individuel et équipes |                    |
| Attelage               |           |                                    |                   |                    |               |               |       |                              |                             |                             | Dressage                  | Marathon                            | Maniabilité        |
| Reining                |           | Championnat équipes Qualif. indiv. | Qualif. indiv.    |                    | Finale indiv. |               |       |                              |                             |                             |                           |                                     |                    |
| Saut d'obstacles       |           |                                    |                   |                    |               |               |       |                              | Vitesse                     | Compétition équipe          | Compétition équipe        |                                     | Compétition indiv. |
| Endurance              |           | 160 km                             |                   |                    |               |               |       |                              |                             |                             |                           |                                     |                    |
| Dressage para-équestre |           |                                    |                   |                    |               |               |       | Championnat indiv. (Test)    | Championnat indiv. (Test)   | Championnat équipe (Test)   | Championnat équipe (Test) | Reprise libre                       |                    |

### Nations participantes
71 pays ont prévu de prendre part à ces jeux :
- Algérie
- Argentine
- Australie
- Autriche
- Bahreïn
- Belgique
- Bermudes
- Bolivie
- Brésil
- Canada
- Chili
- Chine
- Colombie
- Costa Rica
- Tchéquie
- Danemark
- Équateur
- Égypte
- Estonie
- Finlande
- France
- Allemagne
- Géorgie
- Royaume-Uni
- Guatemala
- Hong Kong
- Hongrie
- Inde
- Irlande
- Israël
- Italie
- Japon
- Jordanie
- Kazakhstan
- Koweït
- Lettonie
- Liban
- Lituanie
- Luxembourg
- Macédoine du Nord
- Mexique
- Maroc
- Pays-Bas
- Nouvelle-Zélande
- Norvège
- Oman
- Palestine
- Pérou
- Philippines
- Pologne
- Portugal
- Qatar
- Roumanie
- Russie
- Arabie saoudite
- Singapour
- Slovaquie
- Afrique du Sud
- Corée du Sud
- Espagne
- Sri Lanka
- Suède
- Suisse
- Taipei chinois
- Thaïlande
- Ukraine
- Émirats arabes unis
- États-Unis
- Uruguay
- Venezuela
- Îles Vierges des États-Unis

## Compteur de médailles par nation
- Pays organisateur (États-Unis)

| Rang  | Nation      | Or | Argent | Bronze | Total |
| ----- | ----------- | -- | ------ | ------ | ----- |
| 1     | Allemagne   | 6  | 2      | 9      | 17    |
| 2     | Pays-Bas    | 5  | 3      | 2      | 10    |
| 3     | Royaume-Uni | 4  | 2      | 2      | 8     |
| 4     | États-Unis  | 3  | 5      | 4      | 12    |
| 5     | Italie      | 3  | 0      | 0      | 3     |
| 6     | Danemark    | 2  | 0      | 1      | 3     |
| 7     | Belgique    | 1  | 1      | 2      | 4     |
| 8     | France      | 1  | 0      | 1      | 2     |
| 9     | Australie   | 1  | 0      | 0      | 1     |
| 10    | Autriche    | 0  | 3      | 3      | 6     |
| 11    | Suisse      | 0  | 3      | 1      | 4     |
| 12    | Irlande     | 0  | 2      | 0      | 2     |
| 12    | Brésil      | 0  | 2      | 0      | 2     |
| 14    | Singapour   | 0  | 1      | 0      | 1     |
| 14    | Lettonie    | 0  | 1      | 0      | 1     |
| 14    | Suède       | 0  | 1      | 0      | 1     |
| 17    | Japon       | 0  | 0      | 1      | 1     |
| Total | Total       | 26 | 26     | 26     | 72    |

## Résultats

### Attelage
| Classement         | Meneur          | Chevaux                                  | Pays       | Points dressage | Points marathon | Points maniabilité | Total Points |
| ------------------ | --------------- | ---------------------------------------- | ---------- | --------------- | --------------- | ------------------ | ------------ |
| Médaille d'or      | Boyd Exell      | Celviro Checkmate Daphne Zindgraaf       | Australie  | 31.68           | 121.93          | 0.53               | 154.14       |
| Médaille d'argent  | Chester Weber   | Boris First Edition Reno Splash          | États-Unis | 35.1            | 125.51          | 2.77               | 163.38       |
| Médaille de bronze | Edouard Simonet | Bouke Dark Dream Topspeed Bauke El Fiero | Belgique   | 47.19           | 124.13          | 2.83               | 174.15       |

| Classement         | Meneurs                                              | Pays       | Total Points |
| ------------------ | ---------------------------------------------------- | ---------- | ------------ |
| Médaille d'or      | James Fairclough Misdee Wrigley-Miller Chester Weber | États-Unis | 353.39       |
| Médaille d'argent  | Bram Chardon Koos de Ronde Ijsbrand Chardon          | Pays-Bas   | 56.79        |
| Médaille de bronze | Dries Degrieck Glenn Geerts Edouard Simonet          | Belgique   | 364.09       |

### Concours complet d'équitation
| Classement         | Cavalier         | Cheval           | Pays        | Points Dressage | Points Cross | Points Obstacles | Total Points |
| ------------------ | ---------------- | ---------------- | ----------- | --------------- | ------------ | ---------------- | ------------ |
| Médaille d'or      | Rosalind Canter  | Allstar B        | Royaume-Uni | 24.6            | 0            | 0                | 24.6         |
| Médaille d'argent  | Padraig McCarthy | Mr Chunky        | Irlande     | 27.2            | 0            | 0                | 27.2         |
| Médaille de bronze | Ingrid Klimke    | SAP Hale Bob OLD | Allemagne   | 23.3            | 0            | 0                | 23.3         |

| Classement         | Cavaliers                                                      | Chevaux                                                                    | Pays        | Total Points |
| ------------------ | -------------------------------------------------------------- | -------------------------------------------------------------------------- | ----------- | ------------ |
| Médaille d'or      | Gemma Tattersall Piggy French Tom McEwen Rosalind Canter       | Arctic Soul Quarrycrest Echo Toledo de Kerser Allstar B                    | Royaume-Uni | 88.8         |
| Médaille d'argent  | Sam Watson Cathal Daniels Padraig McCarthy Sarah Ennis         | Horseware Ardagh Highlight Rioghan Rua Mr Chunky Horseware Stellor Rebound | Irlande     | 93.0         |
| Médaille de bronze | Donatien Schauly Maxime Livio Thibaut Vallette Sidney Dufresne | Pivoine des Touches Opium de Verrieres Qing du Briot Ene HH Tresor Mail    | France      | 99.8         |

### Dressage
L'épreuve de reprise libre en musique a été définitivement annulée en raison de la météo (Ouragan Florence) et de l'impossibilité de décaler le vol retour des chevaux européens devant y prendre part
| Classement         | Cavalier           | Cheval                  | Pays        | Note Finale |
| ------------------ | ------------------ | ----------------------- | ----------- | ----------- |
| Médaille d'or      | Isabell Werth      | Bella Rose              | Allemagne   | 86,246      |
| Médaille d'argent  | Laura Graves       | Verdades                | États-Unis  | 81,717      |
| Médaille de bronze | Charlotte Dujardin | Mount St John Freestyle | Royaume-Uni | 81,489      |

| Classement         | Cavaliers                                                                     | Chevaux                                                               | Pays        | Note Totale |
| ------------------ | ----------------------------------------------------------------------------- | --------------------------------------------------------------------- | ----------- | ----------- |
| Médaille d'or      | Jessica von Bredow-Werndl Dorothee Schneider Sönke Rothenberger Isabell Werth | TSF Dalera BB Sammy Davis Jr. Cosmo Bella Rose                        | Allemagne   | 242,950     |
| Médaille d'argent  | Steffen Peters Adrienne Lyle Kasey Perry-Glass Laura Graves                   | Suppenkasper Salvino Goerklintgaards Dublet Verdades                  | États-Unis  | 233,136     |
| Médaille de bronze | Spencer Wilton Emile Faurie Carl Hester Charlotte Dujardin                    | Super Nova II Dono di Maggio Hawtins Delicato Mount St John Freestyle | Royaume-Uni | 229,628     |

### Dressage para-équestre
| Classement         | Cavalier             | Cheval          | Pays      | Note Finale |
| ------------------ | -------------------- | --------------- | --------- | ----------- |
| Médaille d'or      | Sara Morganti        | Royal Delight   | Italie    | 74,750      |
| Médaille d'argent  | Laurentia Yen-Yi Tan | Fuerst Sherlock | Singapour | 73,750      |
| Médaille de bronze | Elke Philipp         | Fuerst Sinclair | Allemagne | 73,143      |

| Classement         | Cavalier              | Cheval           | Pays     | Note Finale |
| ------------------ | --------------------- | ---------------- | -------- | ----------- |
| Médaille d'or      | Stinna Tange Kaastrup | Horsebo Smarties | Danemark | 72,735      |
| Médaille d'argent  | Pepo Puch             | Sailor's Blue    | Autriche | 72,676      |
| Médaille de bronze | Nicole den Dulk       | Wallace N.O.P.   | Pays-Bas | 70,735      |

| Classement         | Cavalier           | Cheval                       | Pays        | Note Finale |
| ------------------ | ------------------ | ---------------------------- | ----------- | ----------- |
| Médaille d'or      | Rixt van der Horst | Findsley                     | Pays-Bas    | 73,735      |
| Médaille d'argent  | Natasha Baker      | Mount St John Diva Dannebrog | Royaume-Uni | 72,471      |
| Médaille de bronze | Rebecca Hart       | El Corona Texel              | États-Unis  | 72,235      |

| Classement         | Cavalier               | Cheval          | Pays     | Note Finale |
| ------------------ | ---------------------- | --------------- | -------- | ----------- |
| Médaille d'or      | Sanne Voets            | Demantur N.O.P. | Pays-Bas | 73,927      |
| Médaille d'argent  | Rodolpho Riskalla      | Don Henrico     | Brésil   | 73,366      |
| Médaille de bronze | Susanne Jensby Sunesen | CSK'sQUE FAIRE  | Danemark | 73,146      |

| Classement         | Cavalier          | Cheval             | Pays        | Note Finale |
| ------------------ | ----------------- | ------------------ | ----------- | ----------- |
| Médaille d'or      | Sophie Wells      | C Fatal Attraction | Royaume-Uni | 75,429      |
| Médaille d'argent  | Frank Hosmar      | Alphaville N.O.P.  | Pays-Bas    | 73,167      |
| Médaille de bronze | Regine Mispelkamp | Look At Me Now     | Allemagne   | 71,452      |

| Classement         | Cavalier         | Cheval            | Pays       | Note Finale |
| ------------------ | ---------------- | ----------------- | ---------- | ----------- |
| Médaille d'or      | Sara Morganti    | Royal Delight     | Italie     | 78,867      |
| Médaille d'argent  | Rihards Snikus   | King Of The Dance | Lettonie   | 76,113      |
| Médaille de bronze | Roxanne Trunnell | Dolton            | États-Unis | 75,587      |

| Classement         | Cavalier              | Cheval           | Pays     | Note Finale |
| ------------------ | --------------------- | ---------------- | -------- | ----------- |
| Médaille d'or      | Stinna Tange Kaastrup | Horsebo Smarties | Danemark | 78,947      |
| Médaille d'argent  | Pepo Puch             | Sailor's Blue    | Autriche | 75,500      |
| Médaille de bronze | Nicole den Dulk       | Wallace N.O.P.   | Pays-Bas | 74,573      |

| Classement         | Cavalier           | Cheval          | Pays       | Note Finale |
| ------------------ | ------------------ | --------------- | ---------- | ----------- |
| Médaille d'or      | Rixt van der Horst | Findsley        | Pays-Bas   | 77,347      |
| Médaille d'argent  | Rebecca Hart       | El Corona Texel | États-Unis | 73,240      |
| Médaille de bronze | Angelika Trabert   | Diamond's Shine | Allemagne  | 71,840      |

| Classement         | Cavalier          | Cheval          | Pays       | Note Finale |
| ------------------ | ----------------- | --------------- | ---------- | ----------- |
| Médaille d'or      | Sanne Voets       | Demantur N.O.P. | Pays-Bas   | 79,645      |
| Médaille d'argent  | Rodolpho Riskalla | Don Henrico     | Brésil     | 77,780      |
| Médaille de bronze | Kate Shoemaker    | Solitaer        | États-Unis | 73,230      |

| Classement         | Cavalier        | Cheval             | Pays        | Note Finale |
| ------------------ | --------------- | ------------------ | ----------- | ----------- |
| Médaille d'or      | Sophie Wells    | C Fatal Attraction | Royaume-Uni | 80,755      |
| Médaille d'argent  | Frank Hosmar    | Alphaville N.O.P.  | Pays-Bas    | 79,155      |
| Médaille de bronze | Tomoko Nakamura | DjazzF             | Japon       | 73,540      |

| Classement         | Cavaliers                                                      | Chevaux                                                       | Pays        | Note Finale |
| ------------------ | -------------------------------------------------------------- | ------------------------------------------------------------- | ----------- | ----------- |
| Médaille d'or      | Frank Hosmar Nicole den Dulk Sanne Voets Rixt van der Horst    | Alphaville N.O.P. Wallace N.O.P. Demantur N.O.P. Findsley     | Pays-Bas    | 223,597     |
| Médaille d'argent  | Sophie Wells Lee Pearson Natasha Baker Erin Frances Orford     | C Fatal Attraction Styletta Mount St John Diva Dannebrog Dior | Royaume-Uni | 222,957     |
| Médaille de bronze | Regine Mispelkamp Angelika Trabert Steffen Zeibig Elke Philipp | Look At Me Now Diamond's Shine Feel Good Fuerst Sinclair      | Allemagne   | 219,001     |

| Classement         | Cavalier | Cheval | Pays | Note Finale |
| ------------------ | -------- | ------ | ---- | ----------- |
| Médaille d'or      |          |        |      |             |
| Médaille d'argent  |          |        |      |             |
| Médaille de bronze |          |        |      |             |

| Classement         | Cavalier | Cheval | Pays | Note Finale |
| ------------------ | -------- | ------ | ---- | ----------- |
| Médaille d'or      |          |        |      |             |
| Médaille d'argent  |          |        |      |             |
| Médaille de bronze |          |        |      |             |

| Classement         | Cavalier | Cheval | Pays | Note Finale |
| ------------------ | -------- | ------ | ---- | ----------- |
| Médaille d'or      |          |        |      |             |
| Médaille d'argent  |          |        |      |             |
| Médaille de bronze |          |        |      |             |

| Classement         | Cavalier | Cheval | Pays | Note Finale |
| ------------------ | -------- | ------ | ---- | ----------- |
| Médaille d'or      |          |        |      |             |
| Médaille d'argent  |          |        |      |             |
| Médaille de bronze |          |        |      |             |

| Classement         | Cavalier | Cheval | Pays | Note Finale |
| ------------------ | -------- | ------ | ---- | ----------- |
| Médaille d'or      |          |        |      |             |
| Médaille d'argent  |          |        |      |             |
| Médaille de bronze |          |        |      |             |

### Endurance
L'épreuve d’endurance est annulée en pleine course en raison d'une série de dysfonctionnements. Dès le départ, des concurrents sont orientés vers une mauvaise boucle de la course, les organisateurs tentent alors de rattraper le coup en donnant un nouveau départ qui fait passer la course de 160 à 120 km. Finalement, la météo se dégrade et les organisateurs décident d'interrompre la compétition 50 km avant l'arrivée afin de garantir la sécurité et le bien-être des chevaux.

### Reining
| Classement         | Cavalier        | Cheval          | Pays       | Total Points |
| ------------------ | --------------- | --------------- | ---------- | ------------ |
| Médaille d'or      | Bernard Fonck   | What a Wave     | Belgique   | 227.0        |
| Médaille d'argent  | Daniel L Huss   | Ms Dreamy       | États-Unis | 226.5        |
| Médaille de bronze | Cade McCutcheon | Custom Made Gun | États-Unis | 225.0        |

| Classement         | Cavaliers                                                       | Chevaux                                                          | Pays       | Total Points |
| ------------------ | --------------------------------------------------------------- | ---------------------------------------------------------------- | ---------- | ------------ |
| Médaille d'or      | Casey Deary Cade Mccutcheon Daniel L Huss Jordan Larson         | Heavy Duty Chex Custom Made Gun Ms Dreamy ARC Gunnabeabigstar    | États-Unis | 681.0        |
| Médaille d'argent  | Dries Verschueren Ann Poels Cira Baeck Bernard Fonck            | Smart N Sparkin Made In Walla Gunners Snappy Chic What a Wave    | Belgique   | 671.5        |
| Médaille de bronze | Grischa Ludwig Markus Süchting Robin Schoeller Julia Schumacher | Ruf Lil Diamond Spotlight Charly Wimpy Kaweah Coeurs Little Tyke | Allemagne  | 666.5        |

### Saut d'obstacles
| Classement         | Cavalier      | Cheval  | Pays      | Total Points |
| ------------------ | ------------- | ------- | --------- | ------------ |
| Médaille d'or      | Simone Blum   | Alice   | Allemagne | 3.47         |
| Médaille d'argent  | Martin Fuchs  | Clooney | Suisse    | 6.68         |
| Médaille de bronze | Steve Guerdat | Bianca  | Suisse    | 8.00         |

| Classement         | Cavaliers                                                                    | Chevaux                                                   | Pays       | Total Points et Temps |
| ------------------ | ---------------------------------------------------------------------------- | --------------------------------------------------------- | ---------- | --------------------- |
| Médaille d'or      | Devin Ryan Adrienne Sternlicht Laura Kraut McLain Ward                       | Eddie Blue Cristalline 2 Zeremonie Clinta                 | États-Unis | 20.59 (100.67 sec)    |
| Médaille d'argent  | Henrik von Eckermann Malin Baryard-Johnsson Fredrik Jönsson Peder Fredricson | Toveks Mary Lou H&M Indiana Cold Play H&M Christian K     | Suède      | 20.59 (102.73 sec)    |
| Médaille de bronze | Simone Blum Laura Klaphake Maurice Tebbel Marcus Ehning                      | DSP Alice Catch Me If You Can OLD Don Diarado Pret A Tout | Allemagne  | 22.09                 |

### Voltige
| Classement         | Voltigeur        | Longeur          | Cheval        | Pays      | Note finale |
| ------------------ | ---------------- | ---------------- | ------------- | --------- | ----------- |
| Médaille d'or      | Lambert Leclezio | François Athimon | Poivre Vert   | France    | 8.744       |
| Médaille d'argent  | Jannik Heiland   | Barbara Rosiny   | Dark Beluga   | Allemagne | 8.606       |
| Médaille de bronze | Thomas Brüsewitz | Patric Looser    | Danny Boy Old | Allemagne | 8.533       |

| Classement         | Voltigeuse   | Longeur             | Cheval        | Pays      | Note finale |
| ------------------ | ------------ | ------------------- | ------------- | --------- | ----------- |
| Médaille d'or      | Kristina Boe | Winnie Schlüter     | Don de la Mar | Allemagne | 8.388       |
| Médaille d'argent  | Janika Derks | Jessica Lichtenberg | Carousso Hit  | Allemagne | 8.374       |
| Médaille de bronze | Lisa Wild    | Maria Lehrmann      | Fairytal      | Autriche  | 8.363       |

| Classement         | Voltigeurs                           | Longeur         | Cheval          | Pays      | Note finale |
| ------------------ | ------------------------------------ | --------------- | --------------- | --------- | ----------- |
| Médaille d'or      | Silvia Stopazzini Lorenzo Lupacchini | Laura Carnabuci | Rosenstolz 99   | Italie    | 9.027       |
| Médaille d'argent  | Jasmin Lindner Lukas Wacha           | Klaus Haidacher | Dr. Doolittle 5 | Autriche  | 9.013       |
| Médaille de bronze | Janika Derks Johannes Kay            | Barbara Rosiny  | Dark Beluga     | Allemagne | 8.872       |

| Classement         | Voltigeurs                                                                                | Longeur                      | Cheval            | Pays      | Note finale |
| ------------------ | ----------------------------------------------------------------------------------------- | ---------------------------- | ----------------- | --------- | ----------- |
| Médaille d'or      | Thomas Brüsewitz Torben Jacobs Jana Zelesny Chiara Congia Justin van Gerven Corinna Knauf | Patric Looser                | Danny Boy Old     | Allemagne | 8.638       |
| Médaille d'argent  | Nadia Buttiker Ramona Naf Elisabeth Bieri Aline Koller Kyra Seiler Samira Koller          | Monika Winkler-Bischofberger | Rayo de la Luz    | Suisse    | 7.979       |
| Médaille de bronze | Lisa Wild Katharina Luschin Magdalena Riegler Barbara Hruza Nikolaus Luschin Leonie Poljc | Maria Lehrmann               | Alessio L'Amabile | Autriche  | 7.355       |